# Крещатый парк
Креща́тый парк — парк в Киеве. Бывшие названия: Купеческий сад, Пионерский парк.
Учреждён в 1882 году как сад Купеческого собрания поблизости от Европейской площади, на склонах Днепра, вдоль Владимирского спуска (на то время — часть Александровской улицы). В том же году в нём построили здание Купеческого собрания (сейчас — Национальная филармония Украины).
В 1872 году в парке была сооружена первая водонапорная башня Киевского водопровода (реставрирована в 2003 году), а в 1876 году — вторая башня. Ныне тут размещён Водно-информационный центр (Музей воды).
Площадь — 11,8 га. Часть парка в своё время входила в состав Царского сада (нынешний Городской сад). В нижней части парка, на пересечении улицы Грушевского и Петровской аллеи до 2009 года находился памятник Г. И. Петровскому.
С 1911 по 1919 годы у входа в парк находился памятник Александру II.

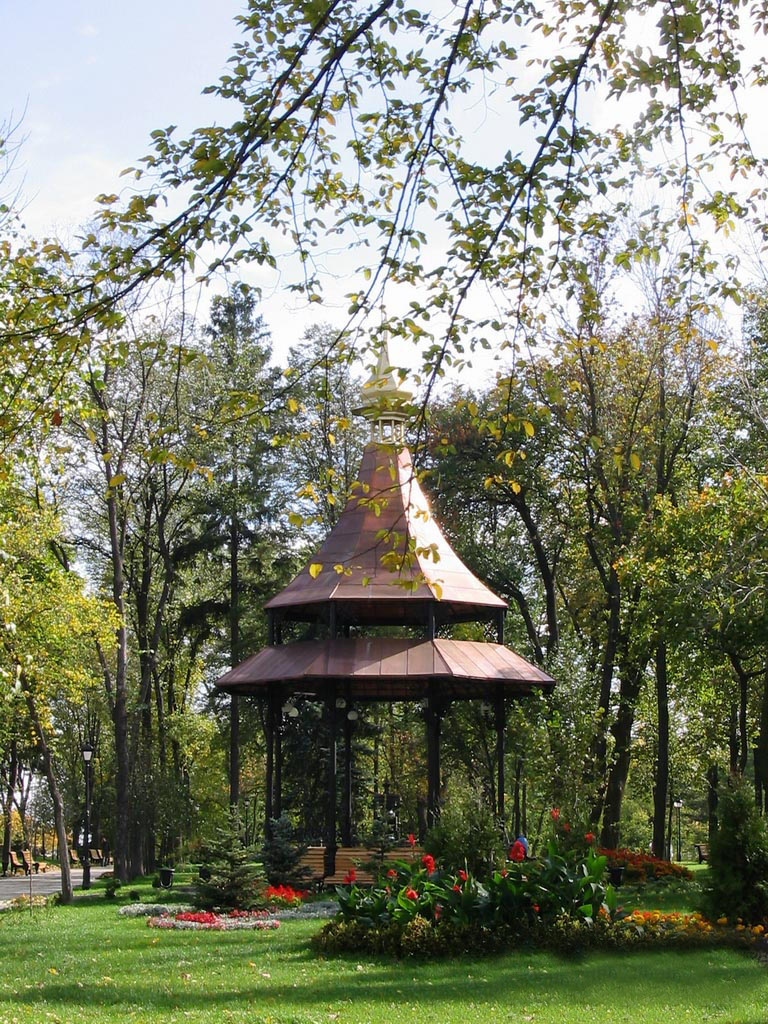
Альтанка
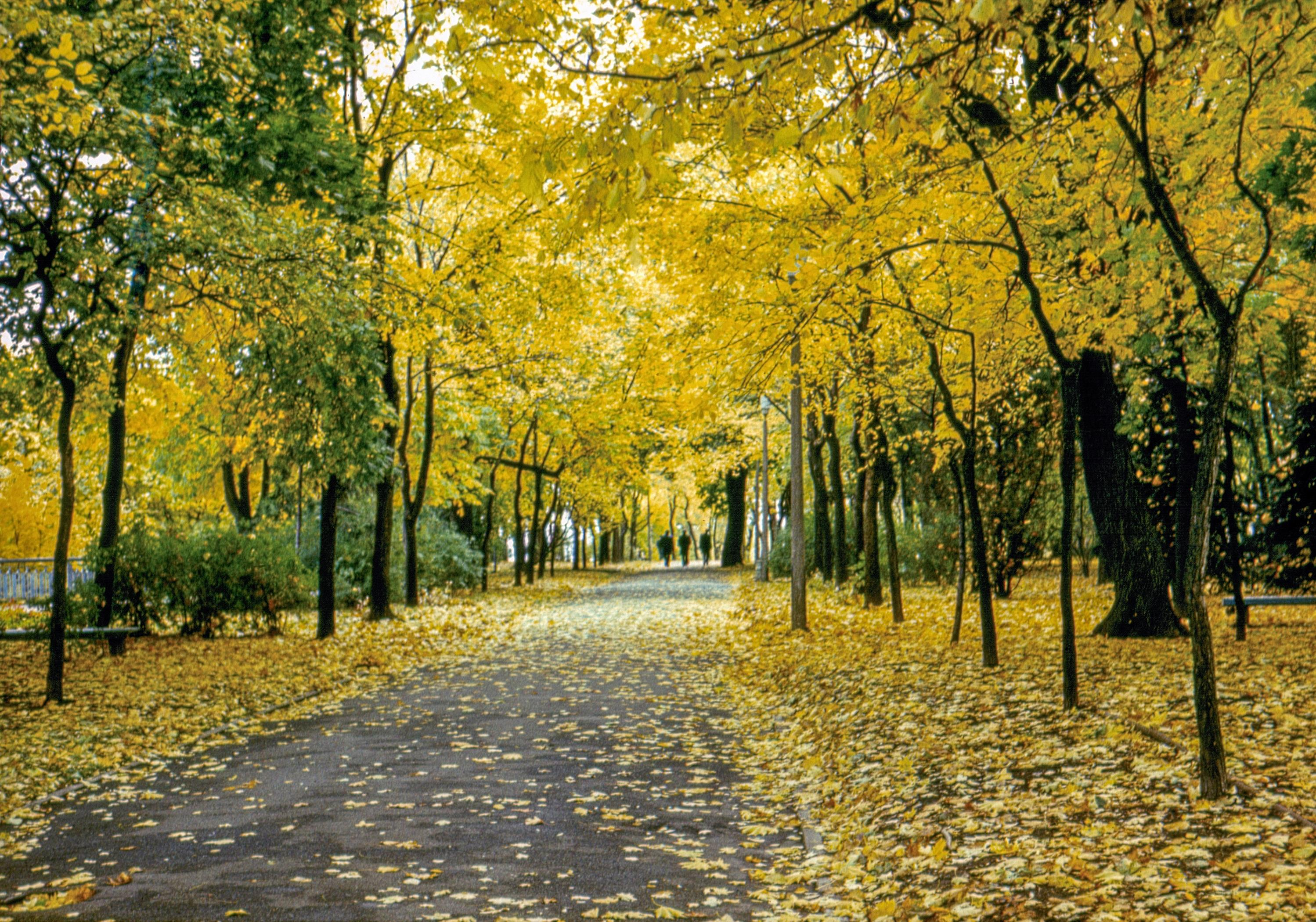
Парковая аллея
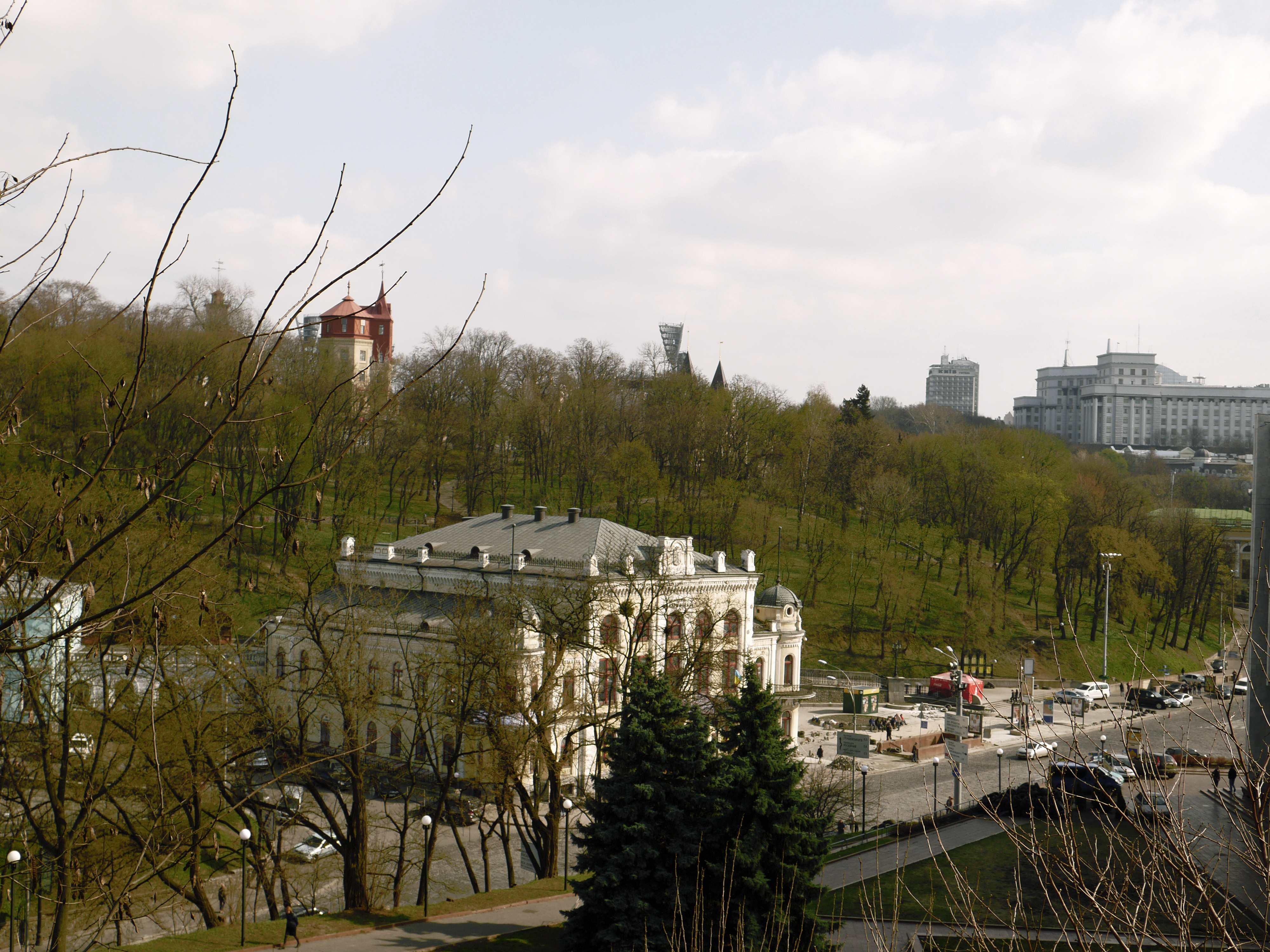
Вид на Крещатый парк